# Courrier des Pays-Bas

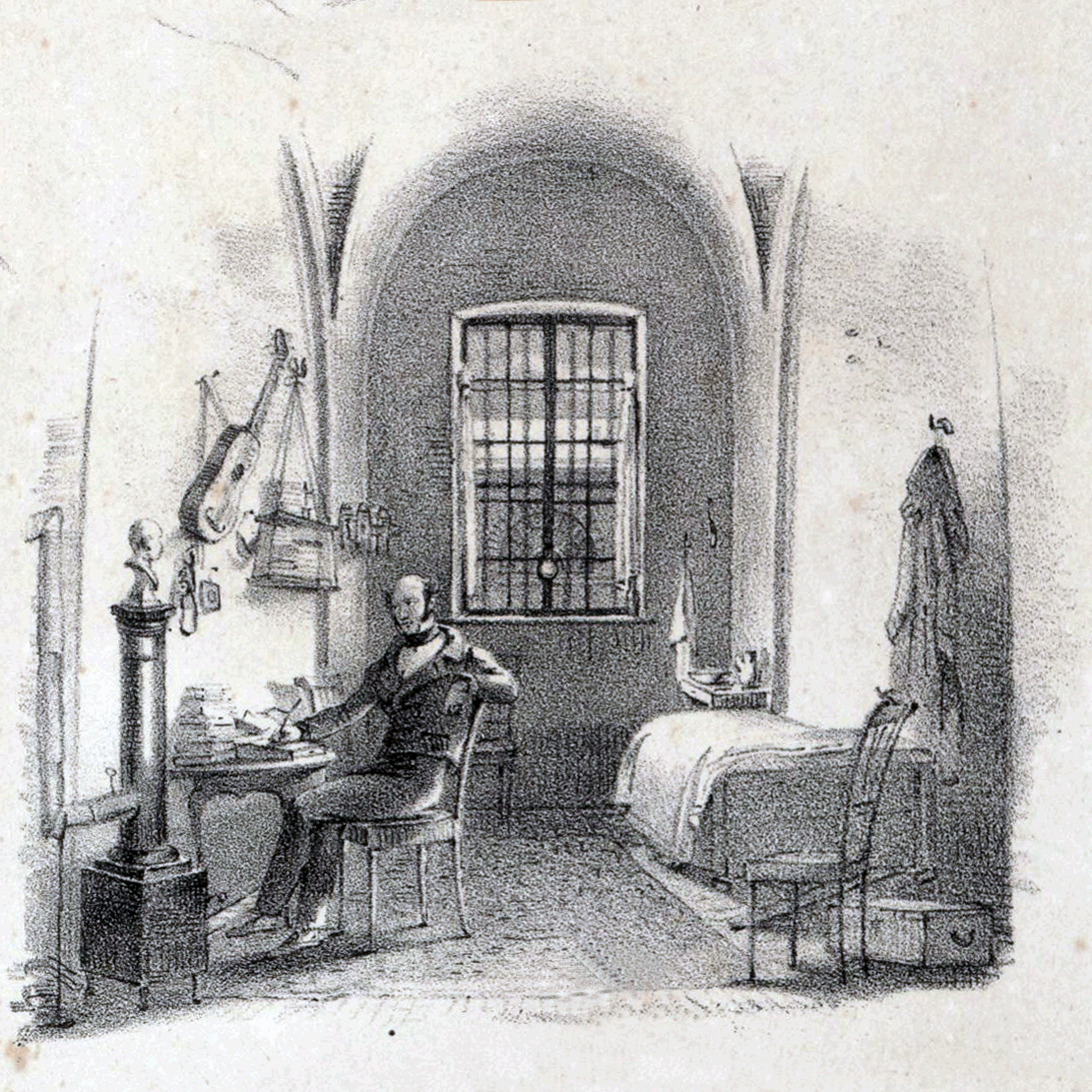
Louis de Potter im Gefängnis

Der Courrier des Pays-Bas (deutsch: Der niederländische Eilbote) war eine liberale Brüsseler Zeitung, die im Vereinigten Königreich der Niederlande die bedeutendste Stimme der belgischen Opposition war. 
1828 wurde der Redakteur Louis de Potter, der die Regierung Wilhelms I. heftig kritisiert hatte, zu einer 18-monatigen Haftstrafe und einer Strafe von 1.000 Gulden verurteilt. Dieser politische Prozess war die spektakulärste Auseinandersetzung zwischen der liberalen Opposition und der autoritären Regierung des Königs. Unmittelbar nach seiner Freilassung wurden de Potter und andere am 30. April 1830 wegen revolutionärer Schriften zu einer achtjährigen Verbannung verurteilt. 
Der Courrier des Pays-Bas war 1830 maßgeblich am Ausbruch der belgischen Revolution beteiligt und war zu dieser Zeit mit etwa 4500 Abonnenten die bei weitem größte Zeitung Belgiens. Zahlreiche Protagonisten der Revolution waren Redakteure beim Courrier des Pays-Bas, neben Louis de Potter Lucien Jottrand, Alexandre Gendebien, Jean-Baptiste Nothomb und Sylvain van de Weyer. 1832 übernahm Jottrand als Eigentümer und Chefredakteur die Zeitung, die jetzt in Courrier Belge umbenannt wurde.